# Erromenus plebejus
Erromenus plebejus är en stekelart som först beskrevs av Woldstedt 1878.  Erromenus plebejus ingår i släktet Erromenus och familjen brokparasitsteklar. Arten är reproducerande i Sverige. Inga underarter finns listade i Catalogue of Life.